# Chrysler CD
La CD è un'autovettura full-size prodotta dalla Chrysler dal 1931 al 1932.

## Storia
La vettura era dotata di un motore a valvole laterali e sei cilindri in linea da 3.938 cm³ di cilindrata che sviluppava 80 CV di potenza. L'anno successivo fu introdotto un nuovo motore da 4.274 cm³ e 88 CV. Il propulsore era anteriore, mentre la trazione era posteriore. Il cambio era manuale a quattro rapporti e la frizione era monodisco a secco. I freni erano idraulici sulle quattro ruote. La calandra aveva un profilo a V ed era leggermente inclinata all'indietro. Tale caratteristiche furono ispirate dalla Cord L-29.